# Brebières
Brebières ist eine französische Kleinstadt mit 5210 Einwohnern (Stand: 1. Januar 2022) im Département Pas-de-Calais in der Region Hauts-de-France. Sie gehört zum Arrondissement Arras und zum Kanton Brebières.

## Geographie
Die Stadt Brebières liegt an der Grenze zum Département Nord und an der kanalisierten Scarpe, sechs Kilometer westsüdwestlich von Douai und 18 Kilometer ostnordöstlich von Arras. Umgeben wird Brebières von den Nachbargemeinden Cuincy im Norden, Lambres-lez-Douai im Nordosten, Corbehem im Osten, Gouy-sous-Bellonne im Südosten, Noyelles-sous-Bellonne im Süden, Vitry-en-Artois im Westen und Quiéry-la-Motte im Nordwesten. Durch die Gemeinde führt die frühere Route nationale 50. Der Bahnhof Brebières-Sud liegt an der Bahnstrecke Paris–Lille.

## Geschichte
Während des Ersten Weltkrieges waren in Brebières die Bayerischen Reserve-Infanterie-Regimenter stationiert.

## Bevölkerungsentwicklung
| Jahr                       | 1962 | 1968 | 1975 | 1982 | 1990 | 1999 | 2011 | 2022 |
| Einwohner                  | 3424 | 4238 | 4285 | 4307 | 4324 | 4424 | 4893 | 5210 |
| Quellen: Cassini und INSEE |      |      |      |      |      |      |      |      |

## Sehenswürdigkeiten
- Kirche Saint-Vaast, wiedererrichtet nach 1918
- Schloss von Bucquière, Monument historique seit 1979
- Wasserturm

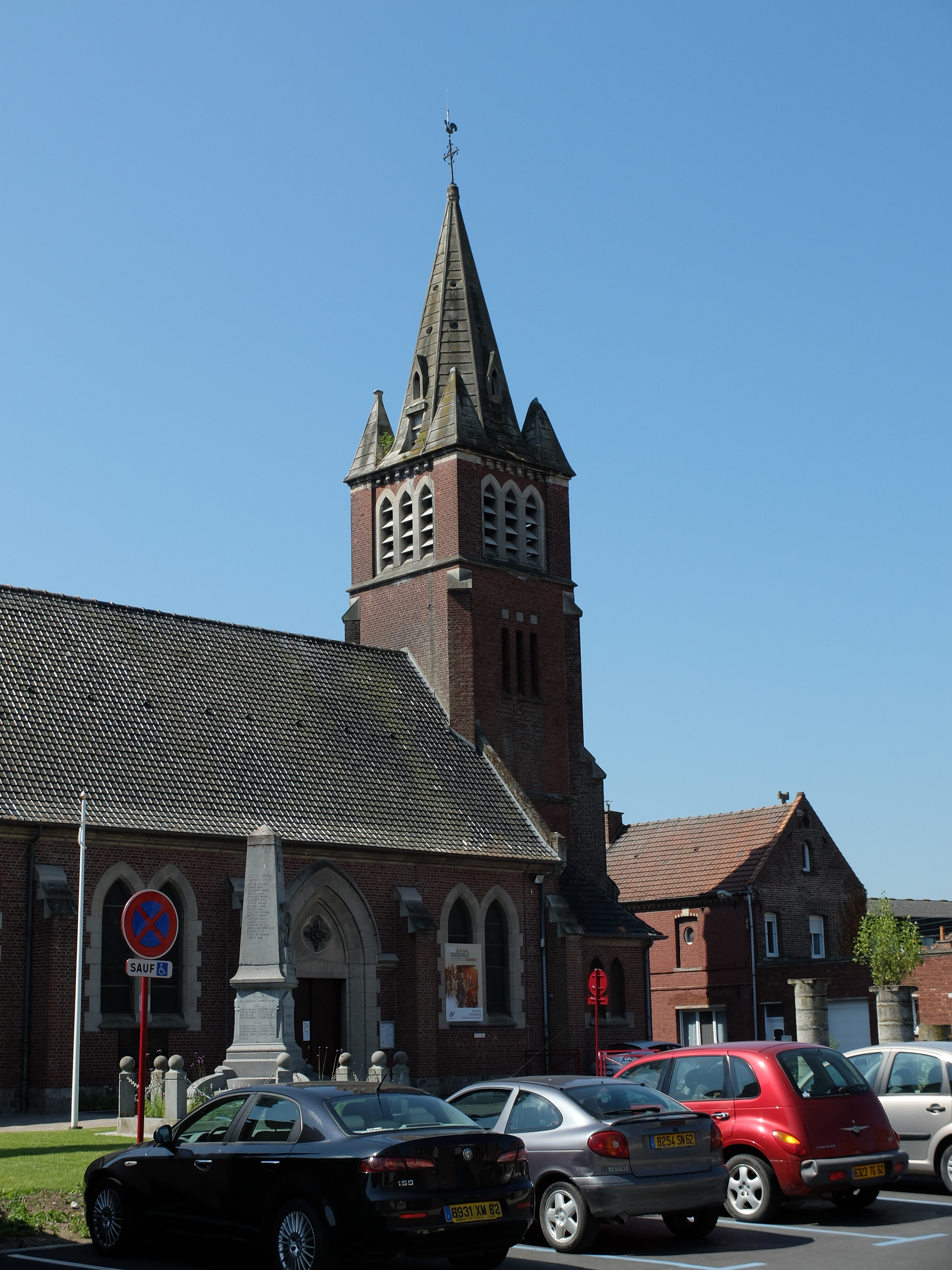
Kirche Saint-Vaast
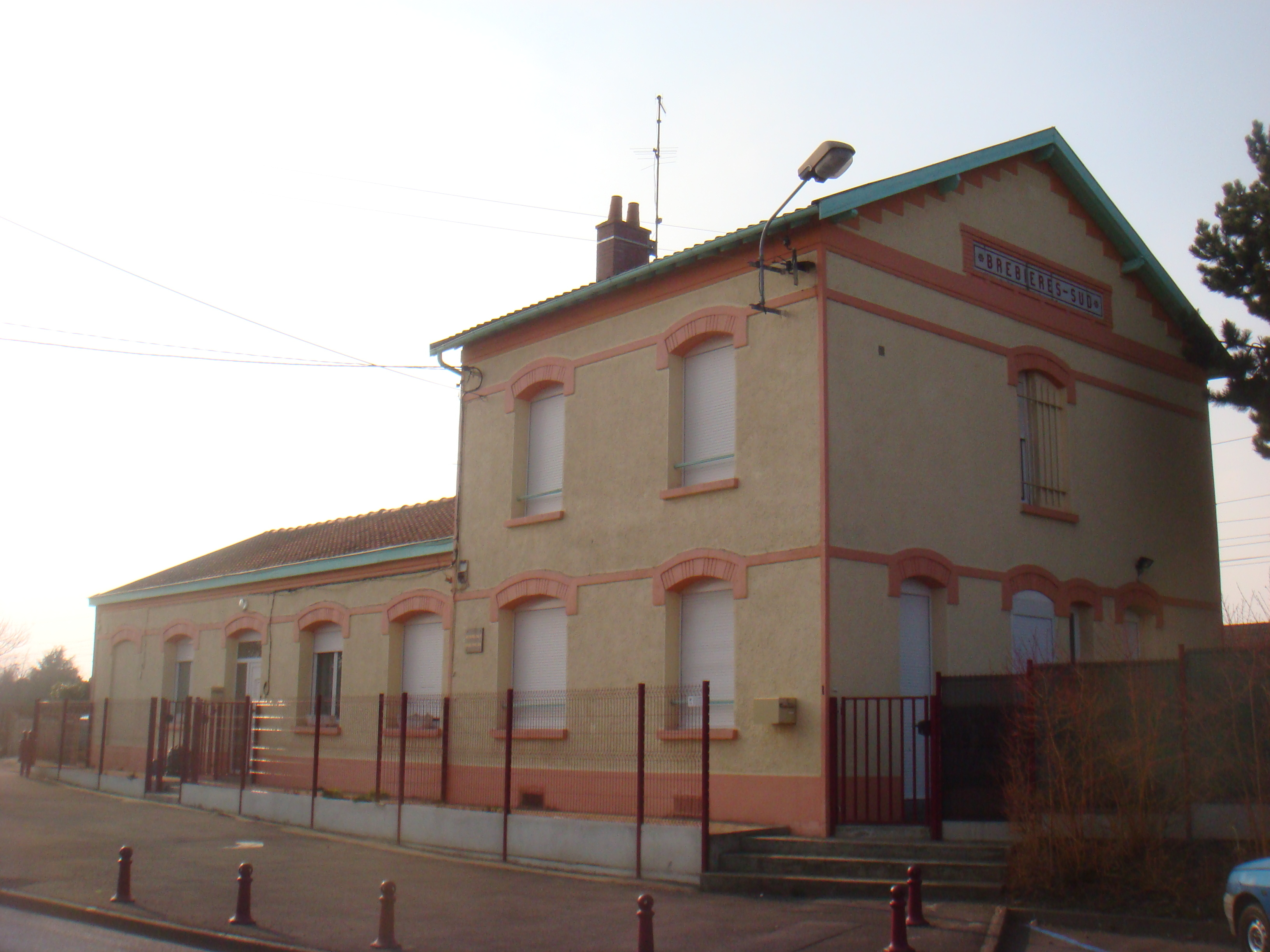
Bahnhof
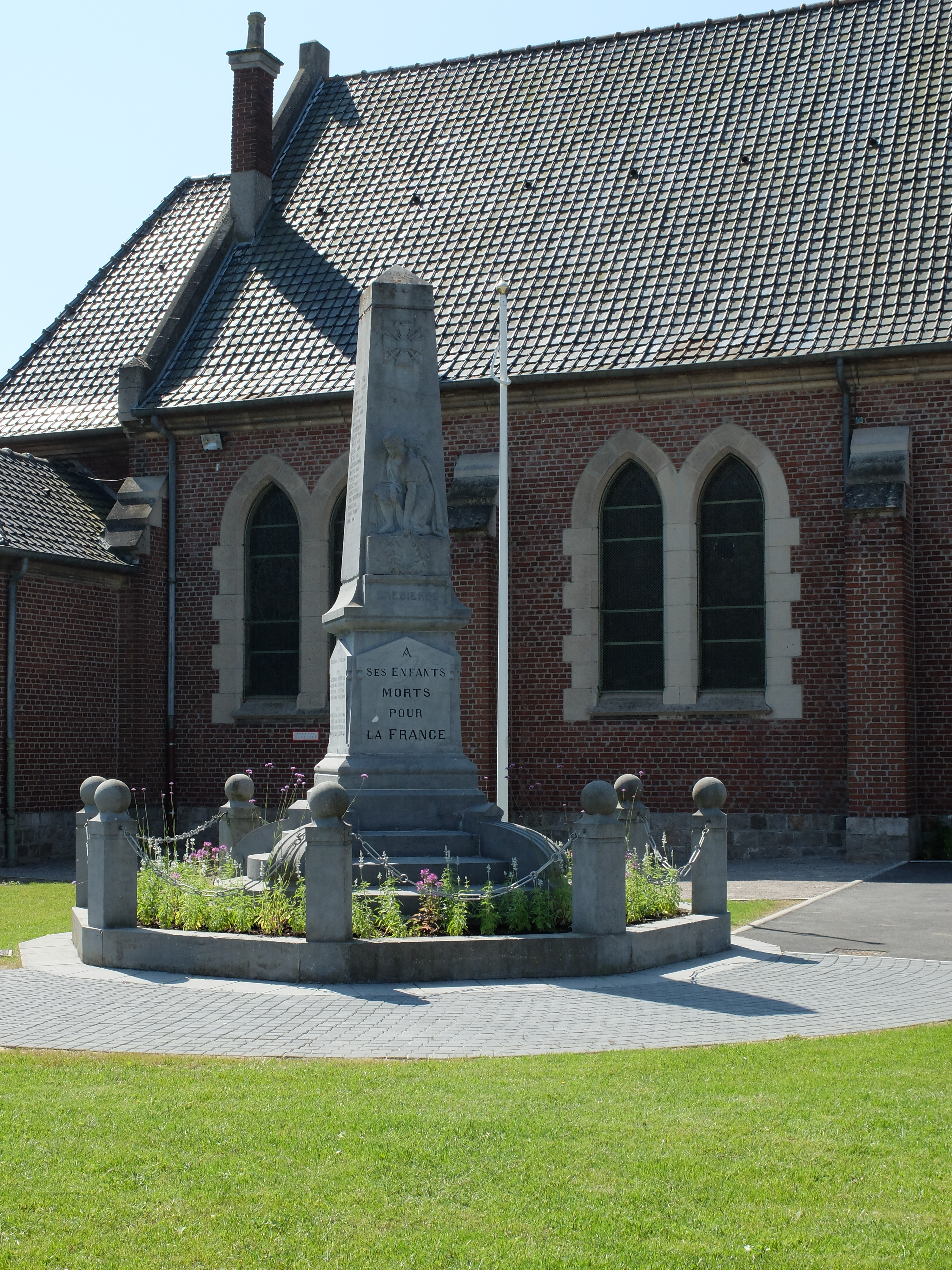
Gefallenendenkmal